# Климантов, Алексей Васильевич
Алексей Васильевич Климантов (род. 4 января 1974, Глазов, Удмуртская АССР) — советский и российский хоккеист, нападающий. Тренер.

## Биография
Воспитанник «Прогресса» Глазов, дебютировал за команду в 15 лет в сезоне 1988/89 второй лиги. Играл за команды «Динамо-2» Москва (1990/91 — 1991/92), «Прогресс» (1992/93, 1995/96, 1997/98), «Химик» Воскресенск (1992/93 — 1993/94), «Сокол» Луховицы (1993/94), ЦСКА-2 (1994, 1 матч), ЦСК ВВС Самара (1994/95 — 1996/97, 1998/99), «Рубин» Тюмень (1997/98), ЦСК ВВС-2 и «Крылья Советов» (1998/99), «Ижсталь» (1999/2000), «Сибирь» и «Сибирь-2» (2000/01), «Янтарь» Северск (2001/02), «Кедр» Новоуральск (2001/02 — 2009/10).
Тренер в ДЮСШ № 1 Чапаевска с 2018 года. С 2024 года — тренер детской команды 2009 года рождения в ЦСК ВВС.